# 1907 a sportban
1907 legfontosabb sporteseményei a következők voltak:

## Események

### Határozott dátumú események
- január 26. – április 6. – sakkvilágbajnoki mérkőzés Emanuel Lasker és Frank Marshall között, amelyen Lasker megvédte világbajnoki címét.
- április 7. – Tíz magyar sportegyesület közreműködésével és Vécsey Miklós elnökletével megtartja alakuló közgyűlését a Magyar Országos Lawn Tennis Szövetség, a Magyar Tenisz Szövetség jogelődje.

### Határozatlan dátumú események
- az év folyamán –
  - Az FTC nyeri az NB1-et. (Ez a klub harmadik bajnoki címe.)
  - Műkorcsolya-világbajnokság Bécsben. Kronberger Lily bronzérmet nyer.
  - Lucien Petit-Breton megnyeri Tour de France-t.
  - Hetedik alkalommal rendezik a magyar gyorskorcsolya bajnokságot, melynek férfi nagytávú összetett versenyét Manno Miltiades nyeri.[1]
  - Megalakul a Magyar Úszó Szövetség.

## Születések
| Születés      | Név                 | Nemzetiség, sportág, eredmények                                                                              | Halálozás |
| ------------- | ------------------- | --- | --------- |
| ?             | Tranquilino Garcete | paraguayi válogatott labdarúgó                                                                               | ?         |
| január 6.     | Adalbert Püllöck    | német származású román válogatott labdarúgókapus                                                             | 1977      |
| január 13.    | George Raynor       | angol labdarúgó, olimpiai bajnok szövetségi kapitány                                                         | 1985      |
| január 17.    | František Junek     | világbajnoki ezüstérmes csehszlovák válogatott labdarúgó                                                     | 1970      |
| január 21.    | Edwin Frazier       | olimpiai ezüstérmes amerikai jégkorongozó kapus                                                              | 1971      |
| január 24.    | Steiner Béla        | magyar nemzetiségű román válogatott labdarúgó, hátvéd                                                        | 1984      |
| január 24.    | Steiner Rudolf      | magyar nemzetiségű román válogatott labdarúgó, hátvéd                                                        | 1996      |
| február 8.    | Bay Béla            | magyar vívó, edző, sportvezető                                                                               | 1999      |
| február 11.   | Karol Szenajch      | Európa-bajnoki ezüstérmes lengyel válogatott jégkorongozó, olimpikon                                         | 2001      |
| február 12.   | Duronelly László    | magyar vívómester, a magyar párbajtőrvívás egyik úttörője                                                    | 1955      |
| február 22.   | Sigfrid Öberg       | olimpiai és világbajnoki ezüstérmes, Európa-bajnok, országos bajnok svéd válogatott jégkorongozó, jéglabdázó | 1949      |
| március 9.    | Tunyogi József      | olimpiai bronzérmes és Európa-bajnok magyar birkózó                                                          | 1980      |
| április 12.   | Eugène Chaboud      | francia autóversenyző, az 1938-as Le Mans-i 24 órás verseny győztese, Formula–1-es pilóta                    | 1983      |
| március 27.   | Glanzmann Ede       | román válogatott labdarúgó, edző                                                                             | 1988      |
| május 15.     | Jack Markle         | Calder-kupa-győztes kanadai válogatott jégkorongozó                                                          | 1956      |
| május 16.     | Frank Fisher        | olimpiai bajnok kanadai válogatott jégkorongozó                                                              | 1983      |
| május 16.     | Antonín Puč         | világbajnoki ezüstérmes csehszlovák válogatott labdarúgó                                                     | 1988      |
| május 17.     | Elek Ilona          | olimpiai, világ- és Európa-bajnok magyar vívó                                                                | 1988      |
| június 18.    | Gereben Ernő        | magyar-svájci nemzetközi sakkmester, sakkolimpiai bajnok                                                     | 1988      |
| június 21.    | August Hellemans    | belga válogatott labdarúgó                                                                                   | 1992      |
| július 5.     | Ethel Smith         | Olimpiai bajnok kanadai atléta                                                                               | 1979      |
| július 26.    | Pelle István        | olimpiai és világbajnok magyar tornász                                                                       | 1986      |
| július 28.    | Georg Mischon       | olimpiai bronzérmes svájci kézilabdázó                                                                       | ?         |
| augusztus 3.  | Henri De Deken      | belga válogatott labdarúgó                                                                                   | 1960      |
| augusztus 17. | Ciro Verratti       | olimpiai és világbajnok olasz tőrvívó, színész                                                               | 1971      |
| október 8.    | Fernand Jaccard     | svájci válogatott labdarúgó, edző                                                                            | 2008      |
| október 11.   | Robert Elliott      | világbajnoki ezüstérmes amerikai válogatott jégkorongozó, védő                                               | ?         |
| október 22.   | Jimmie Foxx         | World Series bajnok amerikai baseballjátékos, National Baseball Hall of Fame and Museum tag                  | 1967      |
| október 25.   | Minder Sándor       | magyar válogatott jégkorongozó, olimpikon, sportújságíró                                                     | 1983      |
| október 26.   | Édouard Yves        | világbajnoki ezüstérmes, olimpiai bronzérmes belga tőr- és kardvívó                                          | ?         |
| november 3.   | Frank Séchehaye     | svájci válogatott labdarúgókapus                                                                             | 1982      |
| november 11.  | Frank de Marwicz    | brit válogatott jégkorongozó                                                                                 | ?         |
| november 12.  | Stanisław Pastecki  | lengyel jégkorongozó, olimpikon                                                                              | 1988      |
| november 13.  | Szollás László      | világbajnok magyar műkorcsolyázó, orvos                                                                      | 1980      |
| december 11.  | Norman Grace        | / kanadai-brit válogatott jégkorongozó                                                                       | ?         |
| december 14.  | Juan Carlos Corazzo | uruguayi válogatott labdarúgó, edző                                                                          | 1986      |
| december 18.  | Bill Holland        | Indianapolisi 500 győztes amerikai autóversenyző                                                             | 1984      |
| december 20.  | Bárány István       | olimpiai ezüstérmes, Európa-bajnok magyar úszó, edző, sportvezető, szakíró                                   | 1995      |
| december 21.  | Quiterio Olmedo     | paraguayi válogatott labdarúgó                                                                               | ?         |
| december 27.  | Johann Trollmann    | cigány származású német ökölvívó, a porajmos áldozata                                                        | 1943      |

## Halálozások
| Halálozás      | Név                | Nemzetiség, sportág, eredmények                                   | Születés |
| -------------- | ------------------ | ----------------------------------------------------------------- | -------- |
| március 15.    | George S. Stillman | amerikai amerikaifutball-játékos és edző                          | 1879     |
| június 20.     | Ezra Sutton        | amerikai baseballjátékos                                          | 1849     |
| június 23.     | Hod Stuart         | Stanley-kupa-győztes kanadai jégkorongozó Hockey Hall of Fame-tag | 1879     |
| szeptember 23. | Charlie Buffinton  | amerikai baseballjátékos                                          | 1861     |
| október 28.    | Ted Kennedy        | amerikai baseballjátékos                                          | 1865     |